# Aparammoecius yenpingensis
Aparammoecius yenpingensis är en skalbaggsart som beskrevs av Zdzisława Stebnicka 1986. Aparammoecius yenpingensis ingår i släktet Aparammoecius och familjen Aphodiidae. Inga underarter finns listade i Catalogue of Life.